# Calle Recreativa de Rosario

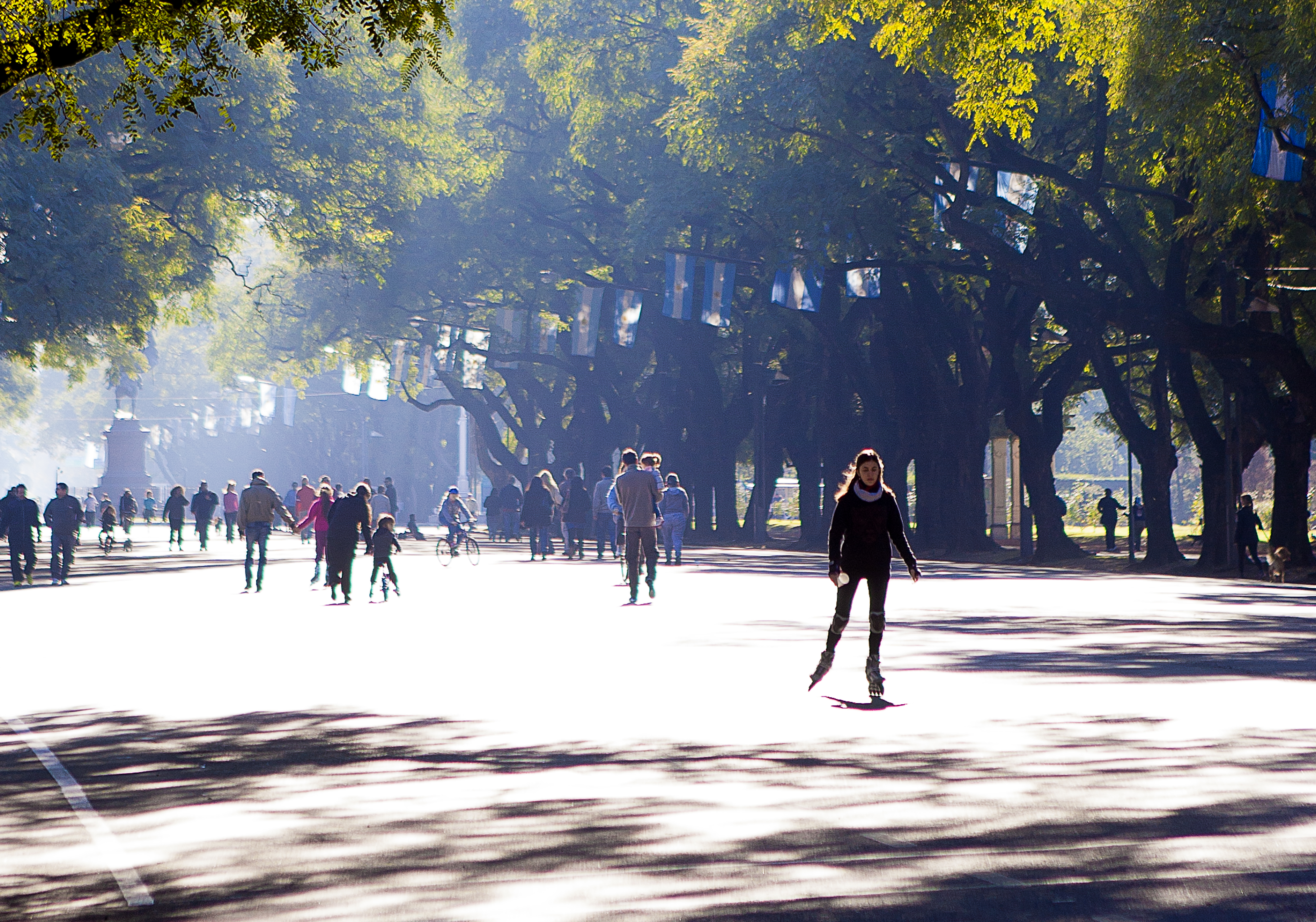
Calle Recreativa en el Parque Independencia.

La Calle Recreativa de Rosario es una iniciativa municipal de la ciudad de Rosario, Argentina, en la que todos los domingos por la mañana se suspende el tránsito vehicular en un trazado especificado para permitir que la gente disponga libremente de un entorno seguro para caminar, correr o utilizar cualquier vehículo no motorizado.
Con el argumento de propiciar una "alternativa masiva de encuentro, esparcimiento, vida saludable y actividad física", la Calle Recreativa se inauguró en 2010 con un circuito de 13 kilómetros que en 2025 alcanzaba los 35 kilómetros.
La Red de Ciclovías Recreativas de las Américas (de la que participó el gobierno de Rosario en el inicio de la Calle Recreativa) señaló entre sus objetivos que estas iniciativas generan "una dinámica diferente en la calle, permitiendo el aprovechamiento de los espacios públicos ya existentes para el disfrute pleno de la población y para la construcción de comunidad".
Rosario fue la primera ciudad argentina en implementar un circuito recreativo permanente, imitando iniciativas que ya tenían ciudades como Bogotá (la Ciclovía Bogotana funciona desde 1974), Santiago de Chile y Viña del Mar (llamada Ciclorecreovía), Ciudad de México (donde se denomina Paseos Dominicales y que incluye el programa Muévete En Bici), Guadalajara (Vía Recreativa), Monterrey (Paseo Santa Lucía), Puebla (Ciclovía Metropolitana), Tijuana (Vía Recreativa Chapultepec), Río de Janeiro (Áreas de Ocio, en portugués Áreas de Lazer) y ciudades de Estados Unidos y Europa (Calles Abiertas, en inglés Open Streets), entre otras.

## Funcionamiento
Todos los domingos, entre las 8:30 y las 12:30, se clausura el tránsito de vehículos motorizados y se desvía el transporte público) en un circuito para permitir que los ciudadanos puedan utilizar esas calles para hacer caminatas, trotar o andar en bicicleta, patines y patinetas.
Cada domingo se realizan actividades complementarias a lo largo del circuito, como clases de gimnasia, exhibiciones deportivas, caminatas con guías, salidas grupales en bicicleta y actividades infantiles.
Está organizado por la Secretaría de Turismo de Rosario, la Secretaría de Promoción Social y la Secretaría de Cultura y Educación.

## Historia
La Calle Recreativa se inauguró el 24 de octubre del 2010, en un trazado de 13 kilómetros que unía los parques Independencia, Sunchales y Scalabrini Ortiz.
El 29 de abril de 2012 se extendió el recorrido a la zona sur de la ciudad, y el 14 de octubre de ese mismo año se amplió hasta la zona del Monumento a la Bandera para completar 28 kilómetros.
Debido a las restricciones impuestas por la Pandemia de COVID-19, en abril de 2020 se suspendió la Calle Recreativa y volvió a funcionar el 8 de agosto de 2021.
El 31 de octubre de 2021 se añadieron otros 7 kilómetros al recorrido en la zona sur.

## Circuito
Hasta 2025 el circuito recorría desde bulevar Avellaneda por avenida Cándido Carballo y avenida Brigadier López hasta el Parque de las Colectividades; avenida Francia desde la costanera hasta el Parque Scalabrini Ortiz; desde la zona del Museo Macro por bulevar Oroño, el Parque Independencia, bulevar 27 de febrero, Parque Yrigoyen y avenida San Martín hasta bulevar Seguí; y avenida Illia, el túnel de Parque de España y avenida Belgrano hasta el Monumento a la Bandera.